# Tito Otacilio Craso
Tito Otacilio Craso  fue un político y militar romano del siglo III a. C. perteneciente a la gens Otacilia.

## Familia
Otacilio fue miembro de los Otacilios Crasos, una familia de la gens Otacilia originaria de Beneventum. Fue hermano de Manio Otacilio Craso y padre de Tito Otacilio Craso.

## Carrera pública
Alcanzó el consulado en el año 261 a. C. Combatió en la primera guerra púnica con su hermano y continuó con las operaciones militares en Sicilia tras la toma de la ciudad de Agrigento.